# Paczełma
Paczełma (ros. Пачелма) – osiedle typu miejskiego w Rosji, w obwodzie penzeńskim, ośrodek administracyjny rejonu paczełmskiego. W 2010 liczyło 8053 mieszkańców.

## Urodzeni
- Aleksiej Dołguszew – radziecki funkcjonariusz służb specjalnych.
- Gieorgij Połbicyn – radziecki działacz państwowy.